# 泥亀汁
泥亀汁（どんがめじる、どろがめじる）は滋賀県湖東地域の郷土料理。ナスの味噌汁である。
近江八幡や五箇荘（現・東近江市五個荘地区）の近江商人宅で夏場によく作られていた味噌汁である。夏に採れるナスとゴマダレのみのシンプルな味噌汁である。
擂ったゴマを入れた汁は泥汁のようでもあり、皮へ格子に切り込みを入れたナスを亀の甲羅に見立てたものである。
こんにちでは、滋賀県全域で通年に渡って食されている。